# Cyrtoneurina biseta
Cyrtoneurina biseta är en tvåvingeart som beskrevs av John Otterbein Snyder 1954. Cyrtoneurina biseta ingår i släktet Cyrtoneurina och familjen husflugor. Inga underarter finns listade i Catalogue of Life.